# Zwienigorod (stacja kolejowa)
Zwienigorod (ros. Звенигород) – stacja kolejowa w miejscowości Zwienigorod, w rejonie odincowskim, w obwodzie moskiewskim, w Rosji. Stacja krańcowa linii Moskwa – Golicyno – Zwienigorod.

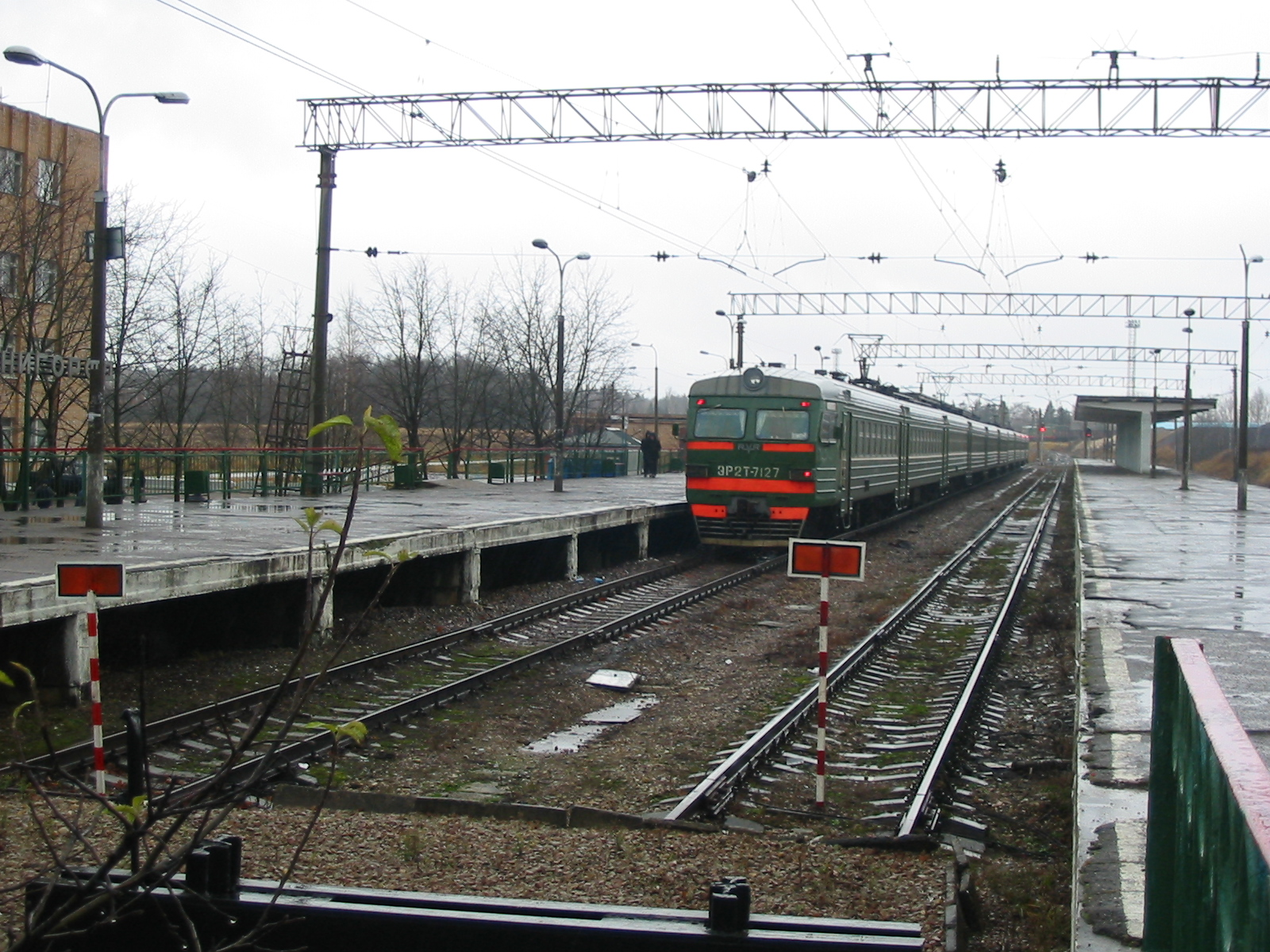
perony i koniec linii